# Adam Szabat
Adam Witold Szabat (ur. 12 listopada 1975 r. w Hrubieszowie) – polski piosenkarz, kompozytor, autor tekstów piosenek, pisarz. Trener wokalny. Jest zrzeszony w Stowarzyszeniu Autorów ZAiKS, członek Hrubieszowskiego Towarzystwa Muzycznego. Jest współzałożycielem hrubieszowskiego Teatru Piosenki Młyn (towarzystwa twórców i wykonawców piosenki i prozy).

## Osiągnięcia
Został laureatem:
- Lubelskiego Festiwalu Piosenki Autorskiej i Poetyckiej im. Jacka Kaczmarskiego „Metamorfozy Sentymentalne”[2],
- Ogólnopolskiego Festiwalu Bardów „Ballada o…” w Chełmie[3],
- Ogólnopolskiego Turnieju Śpiewających Poezję „Łaźnia” w Radomiu[4],
- Festiwalu Polskiej Piosenki im. Kazimierza Grześkowiaka „Południca” w Chorzowie[potrzebny przypis],
- Ogólnopolskiego Studenckiego Przeglądu Piosenki Turystycznej „YAPA” w Łodzi (z Teatrem Piosenki Młyn)[5],
- Ogólnopolskich Spotkań z Piosenką Autorską „Oranżeria 2021” w Radzyniu Podlaskim[6],

oraz dwukrotnie był finalistą Międzynarodowego Festiwalu Bardów OPPA w Warszawie.
18 września 2019 r. został uhonorowany tytułem „Zasłużony dla powiatu hrubieszowskiego”, a 18 września 2020 roku „Medalem 620-lecia Hrubieszowa”.

## Życie prywatne
Mieszka w Hrubieszowie z żoną Joanną i dziećmi Aleksandrą i Julianem.

## Dyskografia
| Rok                                 | Tytuł albumu                           |
| ----------------------------------- | -------------------------------------- |
| Albumy solowe                       |                                        |
| 2013                                | Adam Szabat – recital piosenek na żywo |
| 2023                                | Szabat u Leśmiana                      |
| Z Teatrem Piosenki Młyn             |                                        |
| 2010                                | Piosenki z miasteczka H                |
| 2014                                | Wysłuchajmy błazna, kiedy śpiewa       |
| 2017                                | Na trzy                                |
| Adam Szabat i Jan Kondrak           |                                        |
| 2021                                | Pieśni Kresów Naszych                  |
| Adam Szabat i Waldemar Korzeniowski |                                        |
| 2022                                | Usiądźmy przed drogą                   |
| Adam Szabat                         |                                        |
| 2023                                | Szabat u Leśmiana                      |

## Książki
| Rok  | Tytuł                   | Wydawnictwo |
| ---- | ----------------------- | ----------- |
| 2021 | Tajemnica Jareda Straya | Lira        |